# Nödinge distrikt
Nödinge distrikt är ett distrikt i Ale kommun och Västra Götalands län. 
Inom distriktet ligger Nödinge, den södra delen av kommunens centralort Nödinge-Nol samt tätorten Surte som även omfattar Bohus. Till distriktet hör småorterna Granås och Hallbacken.

## Tidigare administrativ tillhörighet
Distriktet inrättades 2016 och utgörs av socknen Nödinge i Ale kommun
Området motsvarar den omfattning Nödinge församling hade vid årsskiftet 1999/2000.